# Bončina
Bončina je priimek v Sloveniji, ki ga je po podatkih Statističnega urada Republike Slovenije na dan 1. januarja 2010 uporabljalo 213 oseb in je med vsemi priimki po pogostosti uporabe uvrščen na 1.995. mesto.

## Znani nosilci priimka
- Andrej Bončina (*1962), gozdar
- Borut Bončina (*1961), arhitekt, oblikovalec (znamk)
- Franc Bončina, ravnatelj državnih železnic v Ljubljani
- Iztok Bončina (*1963), fotograf, fotoreporter, ljubiteljski astronom, avtor turističnih priročnikov
- Janez Bončina - Benč (*1948), rock glasbenik, pevec
- Srečko Bončina, bibliotekar
- Tina Bončina, zdravnica in psihoterapevtka
- Tonica Bončina, elektronska mikroskopija